# Ropica africana
Ropica africana är en skalbaggsart som beskrevs av Stefan von Breuning 1939. Ropica africana ingår i släktet Ropica och familjen långhorningar.
Artens utbredningsområde är:
- Gabon.
- Ghana.
- Togo.

Inga underarter finns listade i Catalogue of Life.